# Ricardo Zamora
Ricardo Zamora Martínez (* 21. Januar 1901 in Barcelona; † 8. September 1978 ebenda) war ein spanischer Fußballspieler und -trainer. Er galt in den 1920er und 1930er Jahren als einer der weltbesten Torhüter, der das Torwartspiel der damaligen Zeit revolutioniert hat.

## Spieler

### Verein
Zamora spielte bis zu seinem 14. Lebensjahr Pelota, als er zufällig ein Fußballspiel ansah und sich überlegte, dass es beim Fußball, im Gegensatz zum Pelota, deutlich leichter sein müsste die Kugel zu fangen. Mit 18 Jahren gab er bei Espanyol Barcelona sein Debüt und sorgte schon damals für Aufsehen. In den Jahren 1920 und 1922 gewann er mit dem FC Barcelona die Copa del Rey und nach seiner Rückkehr zu Espanyol gewann er 1929 den Pokal mit einem Finalsieg gegen Real Madrid zum dritten Mal. Daraufhin kauften die Königlichen für eine Rekordablösesumme von 150.000 Peseten den Göttlichen, wie Zamora voller Ehrfurcht genannt wurde. Mit den Madrilenen gewann Zamora zweimal die (1928 eingeführte) spanische Meisterschaft (1932, 1933) sowie weitere zwei Mal den Pokal (1934, 1936). Als 1936 der spanische Bürgerkrieg ausbrach, wurde Zamora, der offen für die von General Franco angeführten spanischen Nationalisten Partei ergriff, von den Republikanern inhaftiert, aber nach einiger Zeit wieder freigelassen. Er flüchtete nach Frankreich, wo er beim OGC Nizza seine Karriere ausklingen ließ.

### Nationalmannschaft
Bei den Olympischen Spielen 1920 wurde er zum Volkshelden, als er mit seinen Glanzparaden für einen 1:0-Sieg gegen die hochüberlegenen Dänen sorgte und somit einen großen Anteil am Erreichen des Silberrangs hatte. 1929 gelang der spanischen Nationalmannschaft mit Zamora im Tor das beinahe Unmögliche: Sie schlug die englische Fußballnationalmannschaft als erstes Team von außerhalb der britischen Inseln mit 4:3. Zamora zeigte eine eher mäßige Leistung, jedoch wurde später bekannt, dass er die ganze Partie über mit gebrochenem Brustbein gespielt hatte. 1934 nahm Zamora mit der spanischen Nationalmannschaft an der Fußball-Weltmeisterschaft teil. Mit seinen Paraden und Reflexen trug er zunächst zum 3:1-Sieg über Brasilien bei, im Viertelfinale gegen Italien rettete er die Spanier in ein Wiederholungsspiel, in welchem er aber verletzungsbedingt nicht mitwirken konnte. Dieses Spiel, das von einigen fragwürdigen Schiedsrichterentscheidungen geprägt war, ging mit 0:1 verloren. Eine zweite WM-Teilnahme blieb ihm auf Grund des spanischen Bürgerkriegs versagt. Sein letztes Länderspiel hatte er beim 1:2 Spaniens gegen Deutschland am 23. Februar 1936 in Barcelona bestritten. Insgesamt bestritt Zamora 46 Länderspiele, in denen er nur 42 Gegentore hinnehmen musste.

## Trainer
Nach dem Ende seiner aktiven Karriere wurde er Trainer. Ab 1939 wirkte er bei Atlético Madrid, das damals vorübergehend Atlético Aviación hieß und mit dem er 1940 die erste nach dem Bürgerkrieg ausgetragene spanische Meisterschaft gewann. 1941 gelang die erfolgreiche Titelverteidigung. Weitere Trainerstationen Zamoras waren Celta de Vigo, Espanyol Barcelona und RCD Mallorca. 1952 war er für zwei Spiele spanischer Nationalcoach. Unter seiner Führung siegte Spanien am 1. Juni 6:0 gegen Irland und spielte eine Woche später 0:0 in Istanbul gegen die Türkei.
Überdies trainierte er in Venezuela den La Salle Fútbol Club.

## Erfolge
Spieler:
- Spanische Meisterschaft: 1931/32, 1932/33
- Spanischer Pokal: 1920, 1922, 1929, 1934, 1936
- Katalanische Meisterschaft: 1918, 1920, 1921, 1922, 1929

Nationalmannschaft:
- Silbermedaille bei den Olympischen Sommerspielen 1920
- WM-Teilnahme: 1934 (2 Einsätze)

Trainer:
- Spanische Meisterschaft: 1940, 1941
- Copa Eva Duarte: 1940

## Sonstiges
Seit der Saison 1958/59 erhält in der spanischen Fußball-Liga der Torhüter mit den wenigsten Gegentoren den Trofeo Zamora (Zamora-Pokal).
Zamora war Kettenraucher, die Rede ist von 60 Zigaretten am Tag. Er wurde 1920 bei der Rückreise von den Olympischen Spielen 1920 wegen Schmuggels von Havana-Zigarren verhaftet.